# Ewald Lachmann
Ewald Lachmann (* 25. Januar 1911 in Hindenburg O.S.; † 3. Januar 1943; vermisst an der Ostfront in Gorodischtschje bei Stalingrad) war ein deutscher Fußballspieler, der für den SC Preußen Hindenburg und Vorwärts-Rasensport Gleiwitz spielte.

## Laufbahn
Seine Fußballkarriere begann Lachmann als Jugendlicher beim SC Preußen Hindenburg, mit dem er als 18-Jähriger erstmals Südostdeutscher Meister wurde. Nachdem der Club sich gegen die Konkurrenz Breslauer SC 08, FC Viktoria Forst, Beuthener SuSV 09 und Cottbuser FV für die Endrunde um die deutsche Fußballmeisterschaft 1929 qualifiziert hatte, scheiterte er dort bereits im Achtelfinale mit 1:8 an Hertha BSC. Lachmann bekleidete bei der klaren Niederlage gegen Hertha BSC die Mittelstürmerposition. Zur Runde 1932/33 wechselte er zu den Grün-Weißen von Vorwärts-Rasensport Gleiwitz. Er feierte mit Gleiwitz 1935, 1936, 1938, 1939 und 1940 die Meisterschaft in der Gauliga Schlesien. Zwar eröffnete Lachmann als Stürmer seine Laufbahn, ab Mitte der 1930er Jahre fand er aber auf der Mittelläuferposition seine wahre Berufung. Er gehörte zu den populärsten Spielern im deutschen Teil Oberschlesiens.
1936 hatte er mit dem Schlesischen Gaumeister Vorwärts RaSpo Gleiwitz mehr Erfolg. Nachdem man in der Gruppenphase Werder Bremen, Eimsbütteler TV und Viktoria Stolp hinter sich lassen konnte, war erst im Halbfinale gegen Fortuna Düsseldorf mit den Nationalspielern Paul Janes, Jakob Bender, Ernst Albrecht, Felix Zwolanowski und Stanislaus Kobierski Endstation. Lachmann absolvierte 1936 alle acht Endrundenspiele; sechs in der Gruppe und je eine im Halbfinale und in der Begegnung um den dritten Rang. Die letzten Einsätze in der Endrunde um die deutsche Meisterschaft bestritt Lachmann 1938 gegen den LSV Stettin und den Dresdner SC. Insgesamt stehen für Ewald Lachmann 24 Endrundenspiele von 1929 bis 1938 zu Buche.
Von 1934 bis 1938 absolvierte Lachmann für den Gau Schlesien sieben Spiele im Reichsbundpokal. Als am 5. März 1939 in Dresden den Schlesiern der überraschende Sieg im Finale gegen Bayern gelang, gehörte er aber nicht mehr der Mannschaft an.
Beruflich betrieb der selbständige Kaufmann im Zentrum von Gleiwitz ein Sportgeschäft. Zu Beginn des Zweiten Weltkrieges wurde er zur Wehrmacht eingezogen. Er nahm am Frankreich-Feldzug 1940 teil. 1941 erhielt er bei einem Dichterwettbewerb für Soldaten einen Preis, sein Gedicht „Der große Frieden“ wurde von einer Zeitung im an das Deutsche Reich angeschlossenen lothringischen Metz abgedruckt. Er gilt seit den Kämpfen um Stalingrad Anfang 1943 als vermisst.
Der in Warschau lebende deutsch-polnische Schriftsteller, Übersetzer und Theaterregisseur Peter Lachmann ist sein Sohn.

## Statistik – Endrunde um die deutsche Meisterschaft
- SC Preußen Hindenburg: 1 Spiel, kein Tor (1929)
- Vorwärts-Rasensport Gleiwitz: 23 Spiele, 1 Tor (1933–1938)